# Clément d'Ancyre
Pour les articles homonymes, voir Saint Clément, Clément, Saint-Clément et Ancyre (homonymie).
Clément d'Ancyre est un évêque d'Ancyre (Ankara), martyr sous Dioclétien (309 ?).

## Notice historique
Clément « est un de ceux que les Grecs appellent Grands Martyrs. On lit dans ses Actes, qu'on lui fit endurer, par intervalles, divers supplices, durant l'espace de vingt-huit ans ; mais ce fait n'est pas appuyé sur des monuments assez solides pour qu'il soit regardé comme incontestable. Ce qui est certain, c'est qu'il versa son sang pour la foi, sous l'empereur Dioclétien. Au commencement du IVe siècle ses reliques furent transportées à Constantinople, où il y avait deux églises de son nom. Après la prise de la ville par les croisés, son crâne fut apporté à Paris, et dans la suite il fut donné par la reine Anne d'Autriche, à l'abbaye du Val de Grâce, qu'elle avait fait rebâtir. ».

## Détails tirés des Actes de son martyre
Il est originaire de Galatie, en Asie Mineure. Il reste de longues années incarcéré avec plusieurs autres chrétiens ; il peut, toutefois, célébrer la sainte Messe. Un jour, pendant qu'il officie, ses bourreaux le décapitent. Fêté le 23 janvier.